# Windows Update
Windows Update是一个适用于Windows 9x和Windows NT系列操作系统的Microsoft服务，可自动从網際網路下载和安装Microsoft Windows软件更新。该服务可以提供Windows的软件更新和各种微软防毒軟體的更新，包括Windows Defender和Microsoft Security Essentials。自发布以来，微软已推出两项服务扩展：微软系统更新和微软商务系统更新。前者包括其他微软产品的核心服务（如Microsoft Office和Microsoft Expression Studio），后者则可用于Windows 11的商业版，并且只有在经过严格测试后才允许推迟更新或接收更新。
经过多年发展，Windows Update的客户端软件也在不断完善。在最初的十年中，该服务的主要客户端组件是Windows Update Web应用程序，且只能在Internet Explorer中运行。从Windows Vista开始，主要客户端组件变为微软更新助手，并集成在操作系统中。
该服务可以提供多种更新，包括安全更新与重要更新，以修复针对Microsoft Windows的安全漏洞。积累更新则是捆绑以前发布的更新。Windows 10、Windows 11中引入了累積更新，并延伸支持到Windows 7和Windows 8.1。
微软会定期在每个月的第二个星期二发布更新（被称为补丁星期二），但有时为修复新发现或流行的漏洞，微软可能会打破这一规律而提供更新。只要计算机具有网络连接，系统管理员就可以调整微软更新配置，使其自动为Microsoft Windows安装关键更新。

## 介紹
Windows Update及Microsoft Update的功能是为Windows或Microsoft软件下载重要系统组件更新、服务升级包、hotfix程序（Security fixes）、补丁。它會自动查詢使用者的硬件并提供能使用的驱动程序更新，又或者提供一些微软程序的測試版本。
随着Windows 98的推出，Windows Update作为Web应用程序推出，并提供了额外的桌面主题，游戏，设备驱动程序更新以及NetMeeting等可选组件。Windows 95和Windows NT 4能够访问Windows Update网站，并从Internet Explorer 4下载这些操作系统的更新。例如Windows 98修复了Internet Explorer 5以解决2000年问题，该次更新于1998年12月使用Windows Update进行了分发。微软认为Windows 98的成功，有部分归功于Windows Update。
大多数的更新和补丁会发布后出现在Windows Update，也通常能够在Microsoft下載中心上手动下载。
大部分运行Microsoft Windows的办公网络和服务器可能会发现使用Windows Server Update Services更加实用，因为它使通过Windows Update接收补丁并分发到各个客户端的过程變得更簡單。
Windows Update网站需要ActiveX控制的使用，故需要Internet Explorer或者Internet Explorer外掛代替。同样，它被使用微软的脚本语言VBScript和JScript编码。它和使用IE核心的瀏覽器（例如：Netscape 8.0）相容。
在2005年，微软介绍了一款選装的Microsoft Update，它可将受支持的作業系统，包含Microsoft Office（Office 2007和Office 2010，仅支持所有用户安装模式），Exchange和SQL Server的更新递送。这是对许多用户抱怨很难从微软产品网站中得到所有重要更新的一个回应。

## 历史
一直以来经过多次修订的Windows Update網站是在Windows 98版本发布时被首次引入的。
在2004年的晚些时候，微软发布了包含Service Pack 2和一些针对更新程序主要更改的 Windows Update 5 for Windows XP。没有宽带访问的用户还可从微软网站预订一张XP Service Pack 2 CD；这甚至不需要任何运送费用，并且包装上鼓励与其他Windows XP用户共享这张CD。在安装SP2之后，用户应该前往微软网站检查自SP2发布以后的新版本更新。
2005年7月，微软提出了面向升级任意版本Windows XP、Windows Server 2003和Windows 2000用户的Windows 正版增值计划（WGA）。作为一个升级程序对待，该软件会分析用户的计算机，并测定运行的Windows XP副本是否为正版。如果被检测的软件副本为盗版，它会提供给用户一个机会，揭发购买该盗版副本的地点，并以此可得到一份免费或者减价的正版Windows XP副本。然而与一些传闻恰恰相反，WGA不会为非法软件下载关键补丁。

### Windows XP中的Windows Update

此为Windows Update版本6（英文）的屏幕截图。

Windows Update通过Internet Explorer网络浏览器自动控制安装补丁。

### Windows Vista中的Windows Update

Windows Vista Enterprise中的Windows Update

在Windows Vista中，Windows Update不是一个网络应用程序。取而代之，所有Windows Update网站功能已經被整合到一个新的控制台中。另外，Windows Update将负责递送Vista的Windows Defender反间谍软件产品的最新定义，还有Windows Mail的垃圾邮件过滤器更新。Windows Update将同样為其他微软产品，比如Microsoft Office提供自动更新，用戶可自行選擇是否開啟Microsoft Update。
基于网络范例的Windows Update程序的退出，减弱了许多评论家对于运行Windows系统的网络浏览器完成信任的升级操作的能力问题的担忧。

### Windows 7中的Windows Update

Windows 7中的Windows Update

在Windows 7中，Windows Update的功能也是整合在了控制面板中。功能比Windows Vista中的Windows Update更加强大，操作也更加人性化。提供几乎所有Microsoft产品的更新支援。

### Windows 8/8.1中的Windows Update
在Windows 8和Windows 8.1中，Windows Update除了出現在控制台，另外也出現在Windows新推出的設定下。

### Windows 10中的Windows Update
在Windows 10中，改成只出現在設定的更新與安全性（Update and Security）下，更新設定不再允許使用者設定自動更新（Windows 10專業版和Windows 10企業版可延後更新，但Windows 10家用版無法延後更新），而改成在使用者使用電腦或行動裝置運行時背景自動下載與安裝，並要求使用者重新啟動裝置。

### Windows 11中的Windows Update
在Windows 11中的Windows Update，可以設定暫停更新一周、查看更新歷史記錄、以及在重啟安裝前15分鐘提醒你插入電源等選項。
可以選擇在最新的更新可用後立即下載，這代表當Microsoft推出最新的非安全更新、修復和改進的更新時，使用者可以比別人早一步下載最新的更新。（注意：啟用這個選項後，不能保證每一次的更新都是完美的，系統出問題的機率會比較大，因為更新處於開發中階段，在開啟之前請三思。）
還有新增Windows Insider Program （Windows 預覽體驗計劃），參加的人會事先體驗在開發中的新功能。（注意：由於使用者得以使用開發中的更新，遇到系統問題的機率會增加。）

## Microsoft Office Update
Microsoft Office Update是由微软为Microsoft Office使用者提供的免费在线升级服务，2009年8月1日被整合为Microsoft Update的一部分。
这一升级服务支持Office 2000、Office XP、Office 2003 、Office 2007、Office 2010以及Microsoft 365。

## 微软“正版增值”计划
发布于2005年7月28日的Windows正版增值计划是被微软公司用来在用户寻找他们运行的微软软件副本的升级程序时强制执行的许可协议。它会在允许获取任何非紧急的安全更新之前鉴别Windows的合法性。
最初它被认为将不会阻止未经鉴别的用户通过自动更新服务接收紧急的安全更新，因为微软认为，相对于盗版副本带来的收益损失，未打补丁系统的安全和名誉风险更加重要。然而事实并非如此。WGA使用一套独立的程序生成一个密钥，或者一个ActiveX插件控制，来检查许可密钥是否有效。
WGA系统已经被破解多次。开始时使用一条JavaScript代码（在2005年7月28日WGA发布24小时内），后来则通过软件。
此外使用不需使用浏览器的AutoPatcher或者Bigfix。然而多数的Windows XP用户都使用着开启Windows Update服务的默认设置。这意味着大多数Windows XP用户在运行最新版本的Internet Explorer，并在他们的操作系统中安装有最新的补丁程序。

## 第三方方案
在2005年1月，一个针对Windows Update的第三方方案WindizUpdate被启用。这个服务支持基于Mozilla和Opera的浏览器，不必通过Internet Explorer而允许用户接收类似的服务。然而，这项服务的合法性尚存疑问。